# Ost (okręg administracyjny Frankfurtu nad Menem)
Ost, Frankfurt-Ost – 11. okręg administracyjny (Ortsbezirk) we Frankfurcie nad Menem, w kraju związkowym Hesja, w Niemczech. Liczy 30 722 mieszkańców (31 grudnia 2013) i ma powierzchnię 18,88 km². 

## Dzielnice
W skład okręgu wchodzą trzy dzielnice (Stadtteil): 
1. Fechenheim
2. Riederwald
3. Seckbach